# WTA New Haven
Die Connecticut Open (vormals: New Heaven Open at Yale, davor Pilot Pen Tennis) waren ein Damen-Tennisturnier der WTA Tour, das seit 1998 in der Stadt New Haven, Connecticut, ausgetragen wurde.
Der Nachfolger des WTA-Turniers von Stone Mountain war Teil der US Open Series, einer Hartplatz-Turnierserie, die als Vorbereitung auf die US Open gilt.

## Siegerliste

### Einzel
| Jahr                   | Siegerin               | Finalgegnerin        | Ergebnis         |
| ---------------------- | ---------------------- | -------------------- | ---------------- |
| ↓ Kategorie: Tier II ↓ |                        |                      |                  |
| 1998                   | Steffi Graf            | Jana Novotná         | 6:4, 6:1         |
| 1999                   | Venus Williams         | Lindsay Davenport    | 6:2, 7:5         |
| 2000                   | Venus Williams         | Monica Seles         | 6:2, 6:4         |
| 2001                   | Venus Williams         | Lindsay Davenport    | 7:66, 6:4        |
| 2002                   | Venus Williams         | Lindsay Davenport    | 7:5, 6:0         |
| 2003                   | Jennifer Capriati      | Lindsay Davenport    | 6:2, 4:0 Aufgabe |
| 2004                   | Jelena Bowina          | Nathalie Dechy       | 6:2, 2:6, 7:5    |
| 2005                   | Lindsay Davenport      | Amélie Mauresmo      | 6:4, 6:4         |
| 2006                   | Justine Henin-Hardenne | Lindsay Davenport    | 6:0, 1:0 Aufgabe |
| 2007                   | Swetlana Kusnezowa     | Ágnes Szávay         | 4:6, 3:0 Aufgabe |
| 2008                   | Caroline Wozniacki     | Anna Tschakwetadse   | 3:6, 6:4, 6:1    |
| ↓ Kategorie: Premier ↓ |                        |                      |                  |
| 2009                   | Caroline Wozniacki     | Jelena Wesnina       | 6:2, 6:4         |
| 2010                   | Caroline Wozniacki     | Nadja Petrowa        | 6:3, 3:6, 6:3    |
| 2011                   | Caroline Wozniacki     | Petra Cetkovská      | 6:4, 6:1         |
| 2012                   | Petra Kvitová          | Marija Kirilenko     | 7:69, 7:5        |
| 2013                   | Simona Halep           | Petra Kvitová        | 6:2, 6:2         |
| 2014                   | Petra Kvitová          | Magdaléna Rybáriková | 6:4, 6:2         |
| 2015                   | Petra Kvitová          | Lucie Šafářová       | 6:76, 6:2, 6:2   |
| 2016                   | Agnieszka Radwańska    | Elina Switolina      | 6:1, 7:63        |
| 2017                   | Daria Gavrilova        | Dominika Cibulková   | 4:6, 6:3, 6:4    |
| 2018                   | Aryna Sabalenka        | Carla Suárez Navarro | 6:1, 6:4         |

### Doppel
| Jahr                   | Siegerinnen                                        | Finalgegnerinnen                           | Ergebnis          |
| ---------------------- | -------------------------------------------------- | ------------------------------------------ | ----------------- |
| ↓ Kategorie: Tier II ↓ |                                                    |                                            |                   |
| 1998                   | Alexandra Fusai Nathalie Tauziat                   | Mariaan de Swardt Jana Novotná             | 6:1, 6:0          |
| 1999                   | Lisa Raymond Rennae Stubbs                         | Jelena Lichowzewa Jana Novotná             | 7:61, 6:2         |
| 2000                   | Julie Halard-Decugis Ai Sugiyama                   | Virginia Ruano Pascual Paola Suárez        | 6:4, 5:7, 6:2     |
| 2001                   | Cara Black Jelena Lichowzewa                       | Jelena Dokić Nadja Petrowa                 | 6:0, 3:6, 6:2     |
| 2002                   | Daniela Hantuchová Arantxa Sanchez Vicario         | Tathiana Garbin Janette Husárová           | 7:6, 1:6, 7:5     |
| 2003                   | Virginia Ruano Pascual Paola Suárez                | Alicia Molik Magui Serna                   | 7:66, 6:3         |
| 2004                   | Nadja Petrowa Meghann Shaughnessy                  | Martina Navratilova Lisa Raymond           | 6:1, 1:6, 7:64    |
| 2005                   | Lisa Raymond Samantha Stosur                       | Gisela Dulko Marija Kirilenko              | 6:2, 6:71, 6:1    |
| 2006                   | Yan Zi Zheng Jie                                   | Lisa Raymond Samantha Stosur               | 6:4, 6:2          |
| 2007                   | Sania Mirza Mara Santangelo                        | Cara Black Liezel Huber                    | 6:1, 6:2          |
| 2008                   | Květa Peschke Lisa Raymond                         | Sorana Cîrstea Monica Niculescu            | 4:6, 7:5, [10:7]  |
| ↓ Kategorie: Premier ↓ |                                                    |                                            |                   |
| 2009                   | Nuria Llagostera Vives María José Martínez Sánchez | Iveta Benešová Lucie Hradecká              | 6:2, 7:5          |
| 2010                   | Květa Peschke Katarina Srebotnik                   | Bethanie Mattek-Sands Meghann Shaughnessy  | 7:5, 6:0          |
| 2011                   | Chuang Chia-jung Wolha Hawarzowa                   | Sara Errani Roberta Vinci                  | 7:5, 6:2          |
| 2012                   | Liezel Huber Lisa Raymond                          | Andrea Hlaváčková Lucie Hradecká           | 4:6, 6:0, [10:4]  |
| 2013                   | Sania Mirza Zheng Jie                              | Anabel Medina Garrigues Katarina Srebotnik | 6:3, 6:4          |
| 2014                   | Andreja Klepač Silvia Soler Espinosa               | Marina Eraković Arantxa Parra Santonja     | 7:5, 4:6, [10:7]  |
| 2015                   | Julia Görges Lucie Hradecká                        | Chuang Chia-jung Liang Chen                | 6:3, 6:1          |
| 2016                   | Sania Mirza Monica Niculescu                       | Kateryna Bondarenko Chuang Chia-jung       | 7:5, 6:4          |
| 2017                   | Gabriela Dabrowski Xu Yifan                        | Ashleigh Barty Casey Dellacqua             | 3:6, 6:3, [10:8]  |
| 2018                   | Andrea Sestini Hlaváčková Barbora Strýcová         | Hsieh Su-wei Laura Siegemund               | 6:4, 6:77, [10:4] |